# 德齡 (康熙進士)
德齢（1688年—1770年），字松如，号櫨邨，钮祜禄氏，满洲镶黄旗人。清朝官员，进士出身。

## 生平
康熙四十七年（1708）戊子举人，康熙五十四年（1715）乙未进士，选翰林院庶吉士、检讨，内阁学士。先后任山东、广西、湖北等地乡试考官，湖北巡抚，西寧办事大臣，盛京工部侍郎，吏部右侍郎等职。授封骑都尉。曾任镶黄旗满洲第四㕘领第十三佐领（系康熙四十年（1701）将各佐领内馀丁编立，前任为尚书德明，载《钦定八旗通志》）。
著有《倚松阁诗稿》，诗歌载伊福纳《白山诗钞》卷7.

## 家庭
- 高祖：额亦都
- 曾祖：鄂德，骑都尉
- 祖父：莫洛渾
- 父亲：佛隆峩[8]。母：富察氏坤秀（又堃秀，1663-？）[9]。
- 妻覺羅氏。
- 子：書山，侍郎。妻西林覺羅氏（父镶蓝旗满洲、康熙壬辰科進士鄂爾奇，胞伯一等襄勤伯鄂爾泰）。
- 子：書寧。其女鈕祜祿氏，嫁護軍叅領宗室永蘇（父都統兼散秩大臣宗室弘暟，祖父恂勤郡王允禵即康熙帝第十四子；胞兄宗室永化）。
- 孙：文慧